# グレート・グレン峡谷

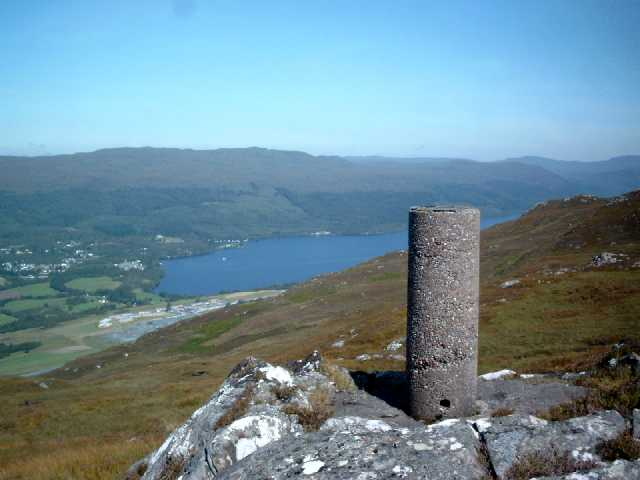
1970年代にグレートグレンの特別調査のために建てられた、三角点約16本のうちの1本。

グレート・グレン（英: The Great Glen、スコットランド・ゲール語: An Gleann Mòr [ˈklaunˠ ˈmoːɾ]）とは、スコットランドのマレー湾にあるインヴァネスからリニー湖の先にあるフォート・ウィリアムに至る、約100 kmに渡る細長い峡谷である。
グレン・アルビン（スコットランド・ゲール語 のGleann Albainn "スコットランドの峡谷"に由来する）または グレン・モア（スコットランド・ゲール語のGleann Mòrに由来する）とも。

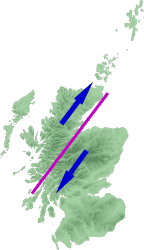
グレート・グレン断層

## 概要
グレート・グレン峡谷はグレートグレン断層として知られる大断層に沿っており、ハイランド地方を、南東のグランピアン山脈と北西の西北高原で分断している。
グレート・グレン峡谷は、北東海岸の都市インヴァネスと街と西海岸のフォート・ウィリアムを結ぶカレドニア運河とA82道路に利用される、ハイランド地方における天然の移動経路である。1896年にインヴァーガリー＝フォート・オーガスタス鉄道（en:Invergarry and Fort Augustus Railway）が峡谷南端からネス湖まで建設されたが、インヴァネスまで延伸することなく1947年に廃業した。
グレート・グレン・ウェイと呼ばれる、サイクリングやカヌー、ウォーキングのための、フォート・ウィリアムとインヴァネスを結ぶルートが近年整備された。グレート・グレン・ウェイは2002年4月30日にオープンし、人道、林道、運河等によって成り立っている。
スコットランド高原の氏族の支配におけるその戦略的重要性、特に18世紀のジャコバイト蜂起時には、南部のフォートウィリアム、グレート・グレン中部に位置するフォート・オーガスタス、インヴァネスの北部フォート・ジョージの重要性が認められた。
峡谷の大部分は、湖とそれらを結ぶ川によって成り立つ。カレドニア運河も各湖をそのルートの一部に使用しているが、川は航行不能である。
北東部から南西部にかけて、グレート・グレン上にある天然の水系は以下の通りである。
- ネス川 (Abhainn Nis)
- ドックフォー湖[訳語疑問点] (Loch Dabhach Phuir)
- ネス湖 (Loch Nis)
- オイック川[訳語疑問点] (Abhainn Omhaich)
- オイック湖[訳語疑問点] (Loch Omhaich)
- ロッキー湖[訳語疑問点] (Loch Lochaidh)
- ロッキー川[訳語疑問点] (Abhainn Lochaidh)
- リニー湖 (Linne Dhubh)

分水界または分水嶺は、オイック湖とロッキー湖の間にある。南端のフォート・ウィリアム南部には、ロッキー川とカレドニア運河が流入する入江であるリニー湖がある。北端では、ネス川がマレー湾に注ぐ。

## 地震活動
グレート・グレン断層近辺における地震は小規模になる傾向にあるが、インフラのデザインは、地震活動にも配慮されている。 例えば、ケソック橋は免震緩衝装置を搭載している。